# بروس فريزر (كرة سلة)
بروس فريزر (بالإنجليزية: Bruce Fraser)‏ مواليد 18 ديسمبر 1964 في لونغ بيتش، هو مدرب كرة سلة أمريكي ولاعب معتزل. يدرب غولدن ستايت ووريورز في الرابطة الوطنية لكرة السلة. يبلغ طوله 6 قدم 5 بوصة (2.0 م).